# DT-YUTA
DT-YUTA（ディー・ティー・ユウタ、1985年2月5日 - ）は、日本のプロレスラー、映像ディレクター。本名：小林 祐太（こばやし ゆうた）。

## 経歴
2003年に麻布高校から東京大学に入学、学生プロレスのリングにて童 As Infini貞のリングネームで活躍する。
2007年5月26日に、東京大学の学園祭「五月祭」にて、学生プロレスへの参戦を志願していたDDTプロレスリング所属の飯伏幸太と対戦。「史上初の学生プロレスラー vs 職業プロレスラー」として注目を集める。
その後、DDT夏の風物詩「ビアガーデンプロレス」の飯伏幸太プロデュースデーへの参戦を経て、2007年9月12日のDDT新木場大会にて公開記者会見を行い、DT-YUTAとしてユニオンプロレスへ入団することを発表。同9月26日に趙雲子龍を相手にデビューを果たした。
2009年3月8日から「大学院修了を機に、自分の人生やプロレスとの関わり方を見つめ直すため」無期限休養。新卒後はアマゾン（翌年からアマゾンラテルナ）に入社し勤務していた。
2015年、DDTの映像班に参加。
2018年2月6日の野郎Z新木場大会では、同じく映像班の今成夢人とタッグを組み、9年ぶりにリング復帰（対高木三四郎・大鷲透組）。同年4月23日、DDT映像班主催興行「ベータマニア」のメインイベントで木高イサミとデスマッチルールで対戦。同年9月4日付でDDT映像班を一旦離脱。
2019年11月よりDDT映像班に復帰、半年ほど務める。2020年7月ごろから1年ほどZSTの映像制作に携わった。2022年現在はフリーランスの映像ディレクターとして活動。

## 人物
弁護士の小林航太は実弟で、ともに東京大学出身である。